# Kakogawa
Kakogawa (加古川市  Kakogawa-shi?) es una ciudad japonesa ubicada en las costas de la prefectura de Hyōgo. Su área es de 138,51 km² y su población estimada para 2014 es de 267 628 habitantes. La ciudad fue fundada el 15 de junio de 1950.

## Ciudades hermanadas
Kakogawa están hermanadas con las siguientes ciudades:
- Maringá, Paraná, Brasil.
- Waitakere, Auckland, Nueva Zelanda.